# Syndrome de Lasthénie de Ferjol
Le syndrome de Lasthénie de Ferjol est un trouble factice (ou pathomimie) décrit en 1967 par le Docteur Jean Bernard. Le nom de ce syndrome est tiré de celui de l'héroïne d’Une histoire sans nom de Barbey d’Aurevilly.
Une pathomimie est un trouble mental conduisant le sujet à créer ou simuler les symptômes d'une maladie. Dans le cas du syndrome de Lasthénie de Ferjol, il s'agit de provoquer une anémie microcytaire. Les moyens utilisés peuvent être le don de sang répétitif et des scarifications sous anticoagulant.

Ce syndrome touche principalement des femmes travaillent dans un milieu médical ou paramédical.
Le docteur Pierrick Hordé cite un cas (véridique) de SLF survenu chez une infirmière de service pédiatrique. Les diagnostics s'avéraient constamment faussés, orientant les médecins vers une anémie majeure. C'est lors d'une intrusion fortuite d'une infirmière dans la chambre qu'il fut découvert que la patiente volait des anticoagulants à chacune de ses prises de poste, qu'elle pratiquait ses propres phlébotomies et buvait ensuite son sang préalablement récupéré (vampirisme clinique). Le docteur y mentionne une recherche de bénéfice affectif trouvé dans la sollicitude des équipes soignantes.